# Брошкі
Брошкі (пол. Broszki) — село в Польщі, у гміні Злочев Серадзького повіту Лодзинського воєводства.
Населення — 405 осіб (2011).
У 1975-1998 роках село належало до Серадзького воєводства.

## Демографія
Демографічна структура станом на 31 березня 2011 року:
|          | Загалом | Допрацездатний вік | Працездатний вік | Постпрацездатний вік |
| -------- | ------- | ------------------ | ---------------- | -------------------- |
| Чоловіки | 212     | 43                 | 144              | 25                   |
| Жінки    | 193     | 50                 | 98               | 45                   |
| Разом    | 405     | 93                 | 242              | 70                   |